# ذا ويتشر 4
ذا ويتشر هي لعبة أكشن تقمص الأدوار قادمة، من تطوير سي دي بروجكت ريد ونشرها من قبل سي دي بروجكت. تعتبر الاصدار الاول من الثلاثية الجديدة المخطط لها من سلسلة ذا ويتشر، وتدور أحداثها بعد أحداث ذا ويتشر 3: وايلد هانت (2015). على عكس الثلاثية الأصلية، التي كان بطل القصة "جيرالت من ريفيا" باعتباره الشخصية القابلة للعب، فإن ذا ويتشر 4 ستكون ابنته بالتبني، "سيري من سينترا" ، بطلة الرواية الرئيسية.

## روابط خارجية
- الموقع الرسمي